# Gomes Lourenço Taveira
Gomes Lourenço Taveira (Quinta de São Vicente, Pinheiro, 1235 - Quinta de São Vicente do Pinheiro) foi um nobre e cavaleiro medieval do Reino de Portugal e chefe do apelido e Armas da linhagem Taveira. 

## Relações familiares
Foi filho de Lourenço Gonçalves Taveira e de Maria Anes Ervilhido ou Ervelhudo filha de João Pires Ervilhido ou Ervelhudo. Casou com Catarina Anes (Quinta de São Vicente do Pinheiro, 1255-), filha de Martim Anes e sobrinha do chanceler Estêvão Anes.
1. Maria Gomes Taveira (1285 -?) que casou com  D. Lopo Fernandes Pacheco, 7.º senhor de Ferreira de Aves, filho de João Fernandes Pacheco, 6.º senhor de Ferreira (1250 -?) e de Estevainha Lopes (1260 -?).[1]

Fora do casamento teve:
1. Lourenço Gomes Taveira (1260 -?).